# Championnats d'Europe de judo 1973
Navigation
Édition précédente Édition suivante
La 22e édition des championnats d'Europe de judo s'est déroulée le 13 mai 1973 à Madrid, en Espagne.

## Résultats

### Individuels
| Épreuves                       | Or                       | Argent                      | Bronze                                            |
| ------------------------------ | ------------------------ | --------------------------- | ------------------------------------------------- |
| moins de 63 kg poids légers    | Sergey Melnichenko (URS) | Shengeli Pitskhelauri (URS) | Michel Algisi (FRA) Karl-Heinz Werner (GDR)       |
| moins de 70 kg poids mi-moyens | Dietmar Hoetger (GDR)    | Engelbert Dorbandt (FRG)    | Vacinuff Morrison (GBR) Franco Novasconi (ITA)    |
| moins de 80 kg poids moyens    | Brian Jacks (GBR)        | Guy Auffray (FRA)           | Guram Gogolauri (URS) Bernd Look (GDR)            |
| moins de 93 kg poids mi-lourds | Jean-Luc Rougé (FRA)     | David Starbrook (GBR)       | Amiran Muzaev (URS) Evgeny Solodukhin (URS)       |
| plus de 93 kg poids lourds     | Santiago Ojeda (ESP)     | Keith Remfry (GBR)          | Dzhibilo Nizharadze (URS) Peter Adelaar (NED)     |
| Toutes catégories              | Sergey Novikov (URS)     | Shota Chochishvili (URS)    | Wolfgang Zueckschwerdt (GDR) Dietmar Lorenz (GDR) |

### Par équipes
| Épreuve     | Or | Argent                                                                                                   | Bronze |
| ----------- | --- | --- | --- |
| Par équipes | Union soviétique Sengeli Pichelauri Wladimir Newzorow Guram Gogolauri Jewgeni Soloduchin Anatoli Nowikow Sergey Novikov | France Jean-Jacques Mounier Gérard Gautier Guy Auffray Jean-Luc Rougé Jean-Pierre Tripet François Besson | Royaume-Uni Constantine Alexander Vas Morrison Brian Jacks John Hindley David Starbrook Angelo Parisi Allemagne de l'Ouest Rainer Rutter Engelbert Dörbandt Fred Marhenke Paul Barth Klaus Glahn Kurt Pilger |

## Tableau des médailles
Les médailles de la compétition par équipes ne sont pas comptabilisées dans ce tableau.
| Rang  | Nation               | Or | Argent | Bronze | Total |
| ----- | -------------------- | -- | ------ | ------ | ----- |
| 1     | Union soviétique     | 2  | 2      | 4      | 8     |
| 2     | Royaume-Uni          | 1  | 2      | 1      | 4     |
| 3     | France               | 1  | 1      | 1      | 3     |
| 4     | Allemagne de l'Est   | 1  | 0      | 4      | 5     |
| 5     | Espagne              | 1  | 0      | 0      | 1     |
| 6     | Allemagne de l'Ouest | 0  | 1      | 0      | 1     |
| 7     | Pays-Bas             | 0  | 0      | 1      | 1     |
| 7     | Italie               | 0  | 0      | 1      | 1     |
| Total | Total                | 6  | 6      | 12     | 24    |

## Sources
- Podiums complets sur le site JudoInside.com.

- Epreuve par équipes sur le site allemand sport-komplett.de.

- Podiums complets sur le site alljudo.net.

- Podiums complets sur le site Les-Sports.info.